# Imp

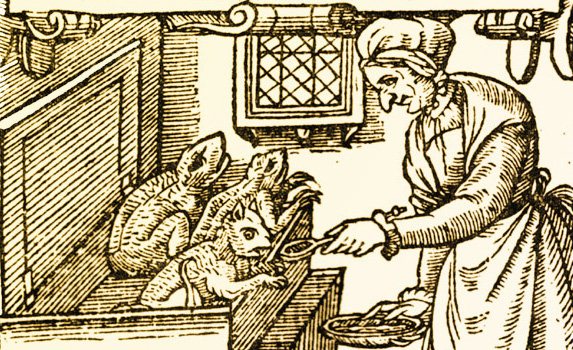
oud houtsnijwerk van een vrouw die impen voedert

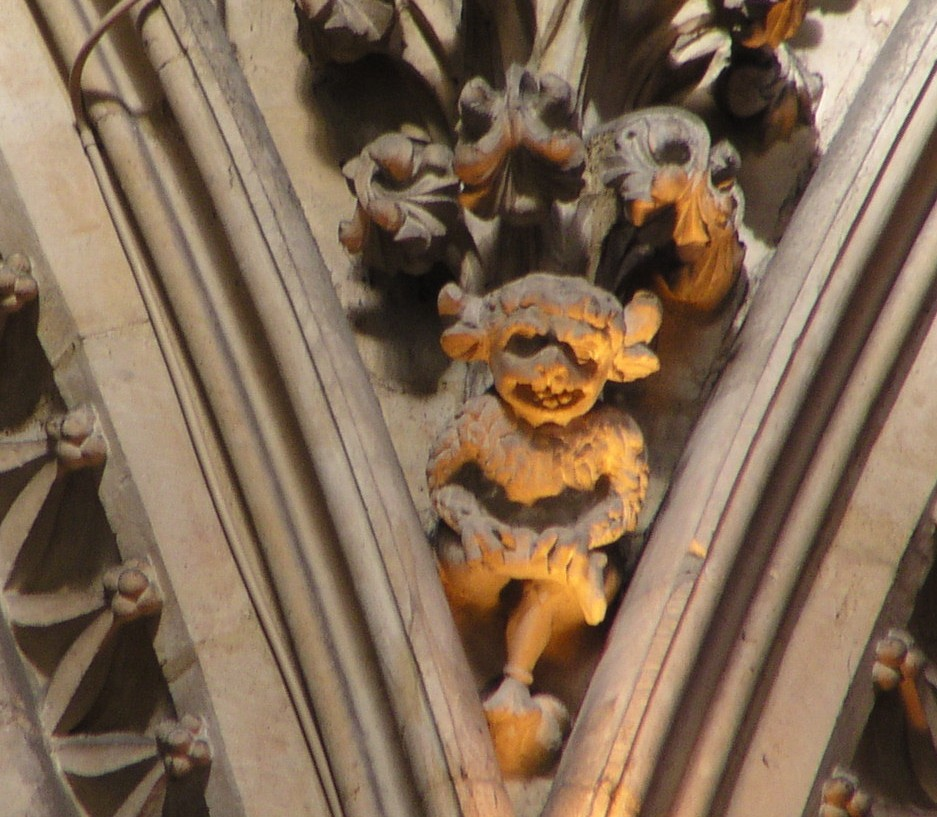
de Lincoln-imp in de kathedraal van Lincoln

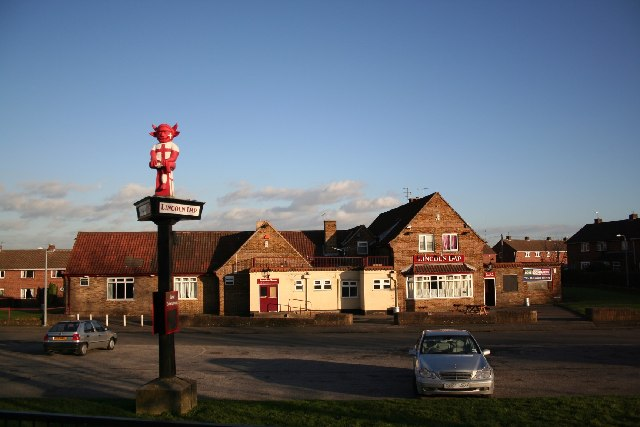
kroeg, genoemd naar de Lincoln-imp, met impfiguur

Een imp is een mythisch wezen, vergelijkbaar met een fee of alf. Ze komen voor in folklore en bijgeloof.
Impen zijn in de meeste verhalen eerder ondeugend dan bedreigend. Impen komen oorspronkelijk voor in Germaanse mythes, waarin ze worden omschreven als kleine, betrekkelijk zwakke demonen. Ze worden vaak afgebeeld als kleine, onaantrekkelijke wezens. Ze waren niet noodzakelijkerwijs kwaadaardig. Hun gedrag is meestal wild en onbeheersbaar. Ze houden ervan mensen te misleiden, maar doen dat meestal enkel om aandacht te krijgen.
In de middeleeuwen zag men impen vaak aan als de spionnen en dienaren van heksen.
Volgens een 14e-eeuwse legende stuurde Satan twee impen naar de aarde om er kwaad werk te verrichten. Na het veroorzaken van chaos, elders in Noord-Engeland, trokken de wezens naar de kathedraal van Lincoln. Hier werd één imp door een engel versteend (en is nog altijd te zien), de andere imp kon ontkomen.

## Moderne cultuur
Impen komen voor in een aantal computerspellen, strips en tv-series. Zo zijn ze onder andere terug te vinden in Dungeons & Dragons, de strips van DC Comics (zoals Mr. Mxyzptlk en Bat-Mite), Guild Wars, World of Warcraft, RuneScape, Battleon en The Legend of Zelda: Majora's Mask.